# شصية دموية
شصية دموية (الاسم العلمي: Uncinaria sanguinis) هي نوع من الحيوانات تتبع جنس الشصية من فصيلة الملقوات.